# Liste der Biografien/Weim
Liste der Biografien |
Portal Biografien |
Personensuche
# |
A |
B |
C |
D |
E |
F |
G |
H |
I |
J |
K |
L |
M |
N |
O |
P |
Q |
R |
S |
T |
U |
V |
W |
X |
Y |
Z |
?
 
Wa |
Wc |
Wd |
We |
Wh |
Wi |
Wj |
Wl |
Wn |
Wo |
Wr |
Ws |
Wt |
Wu |
Ww |
Wy |
Wz
 
Wea |
Web |
Wec |
Wed |
Wee |
Wef |
Weg |
Weh |
Wei |
Wej |
Wek |
Wel |
Wem |
Wen |
Weo |
Wep |
Wer |
Wes |
Wet |
Weu |
Wev |
Wew |
Wex |
Wey |
Wez
 
Weia |
Weib |
Weic |
Weid |
Weie |
Weif |
Weig |
Weih |
Weij |
Weik |
Weil |
Weim |
Wein |
Weip |
Weir |
Weis |
Weit |
Weix |
Weiz
Die Liste der Biografien führt alle Personen auf, die in der deutschsprachigen Wikipedia einen Artikel haben. Dieses ist eine Teilliste mit 57 Einträgen von Personen, deren Namen mit den Buchstaben „Weim“ beginnt.

## Weim

### Weima
- Weiman, Tyler (* 1984), kanadischer Eishockeytorwart
- Weimann, Andreas (* 1991), österreichischer FußballspielerAndreas Weimann (* 1991)

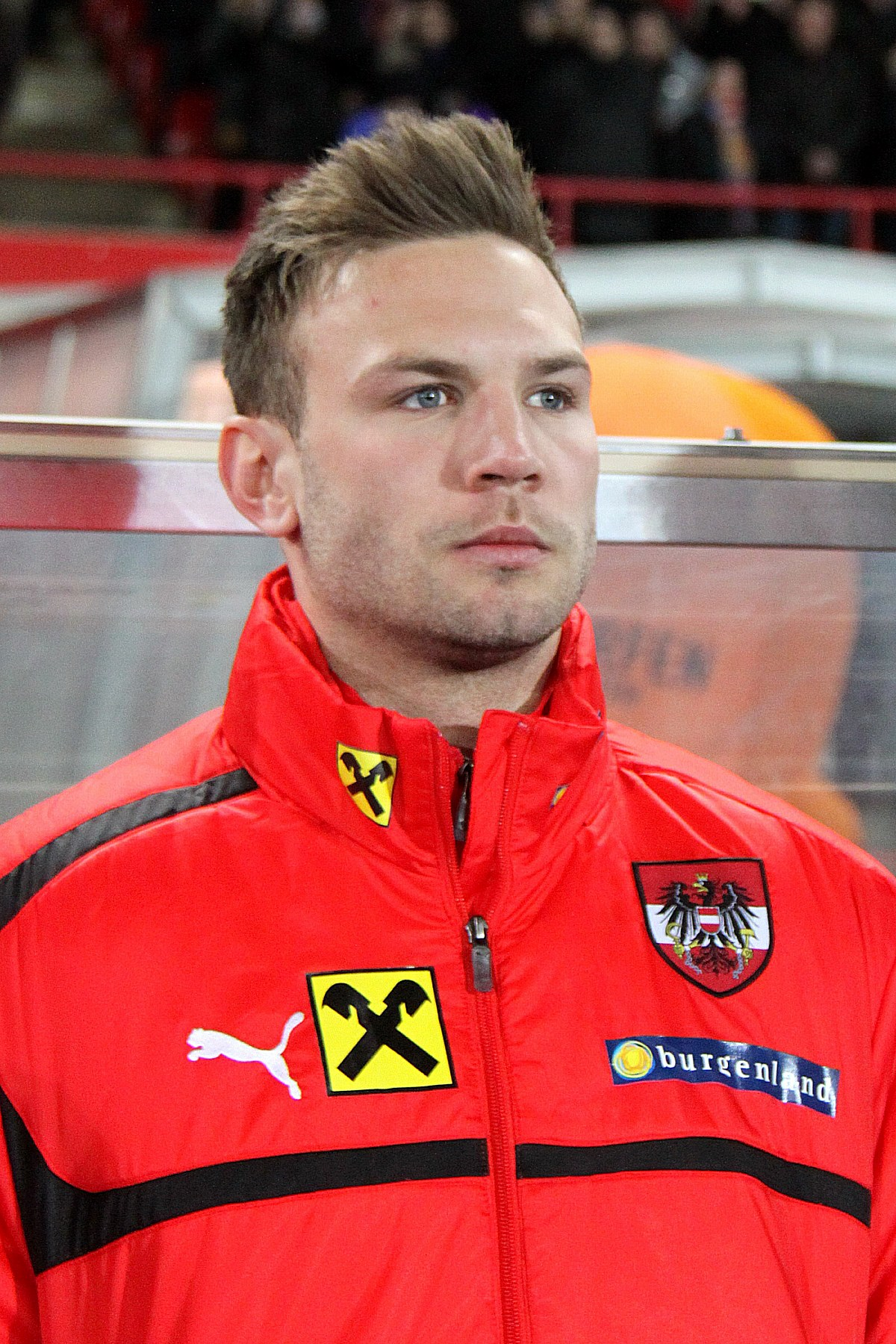
Andreas Weimann (* 1991)

- Weimann, Benno (1926–1996), deutscher Politiker (CDU), MdL
- Weimann, Daniel (1621–1661), brandenburgischer Staatsmann
- Weimann, Erhard (* 1954), deutscher Politiker (CDU), Staatssekretär in Sachsen
- Weimann, Gisela (* 1943), deutsche bildende Künstlerin
- Weimann, Gottfried (1907–1990), deutscher Leichtathlet
- Weimann, Günter (* 1939), deutscher Fußballspieler
- Weimann, Hans-Joachim (1932–2012), deutscher Forstwissenschaftler
- Weimann, Joachim (* 1956), deutscher Volkswirtschaftler und Hochschullehrer
- Weimann, Jörg (* 1964), deutscher Anästhesist
- Weimann, José (1892–1961), argentinischer römisch-katholischer Geistlicher, Bischof von Santiago del Estero
- Weimann, Karl (1873–1960), deutscher Historiker
- Weimann, Karl-Heinz (1922–2006), deutscher Germanist, Paracelsus-Forscher und Bibliothekar
- Weimann, Katja (* 1970), deutsche Volleyballspielerin
- Weimann, Paul (1867–1945), deutscher Maler
- Weimann, Ralph (* 1976), deutscher römisch-katholischer Priester und Theologe
- Weimann, Robert (1928–2019), deutscher Anglist, Literatur- und Theaterwissenschaftler und Hochschullehrer
- Weimann, Waldemar (1893–1965), deutscher Gerichtsmediziner
- Weimans, Simone (* 1971), niederländische Fernsehjournalistin und Nachrichtensprecherin
- Weimar, Bärbel (* 1965), deutsche Fußballspielerin und -trainerin
- Weimar, Georg Peter (1734–1800), deutscher Kantor und Komponist
- Weimar, Jacintha (* 1998), niederländische Fußballspielerin
- Weimar, Karlheinz (* 1950), deutscher Politiker (CDU), MdL
- Weimar, Karola (1981–1986), deutsches Mordopfer
- Weimar, Klaus (* 1941), schweizerisch-deutscher Literaturwissenschaftler und Literaturtheoretiker
- Weimar, Melanie (1979–1986), deutsches Mordopfer
- Weimar, Monika (* 1958), deutsche Mörderin
- Weimar, Patrick (* 1995), deutscher Fußballspieler
- Weimar, Peter (1937–2009), deutscher Jurist
- Weimar, Peter (* 1942), deutscher Theologe
- Weimar, Robert (1932–2013), deutscher Rechtswissenschaftler und Psychologe
- Weimar, Romé (* 2002), deutscher Schauspieler
- Weimar, Wilhelm (1857–1917), deutscher Museumswissenschaftler, Zeichner, Typograf und Fotograf
- Weimar, Wolfgang (1922–1993), deutscher Politiker (CDU), MdL
- Weimar-Mazur, Werner (1955–2025), deutscher LyrikerWerner Weimar-Mazur (1955–2025)

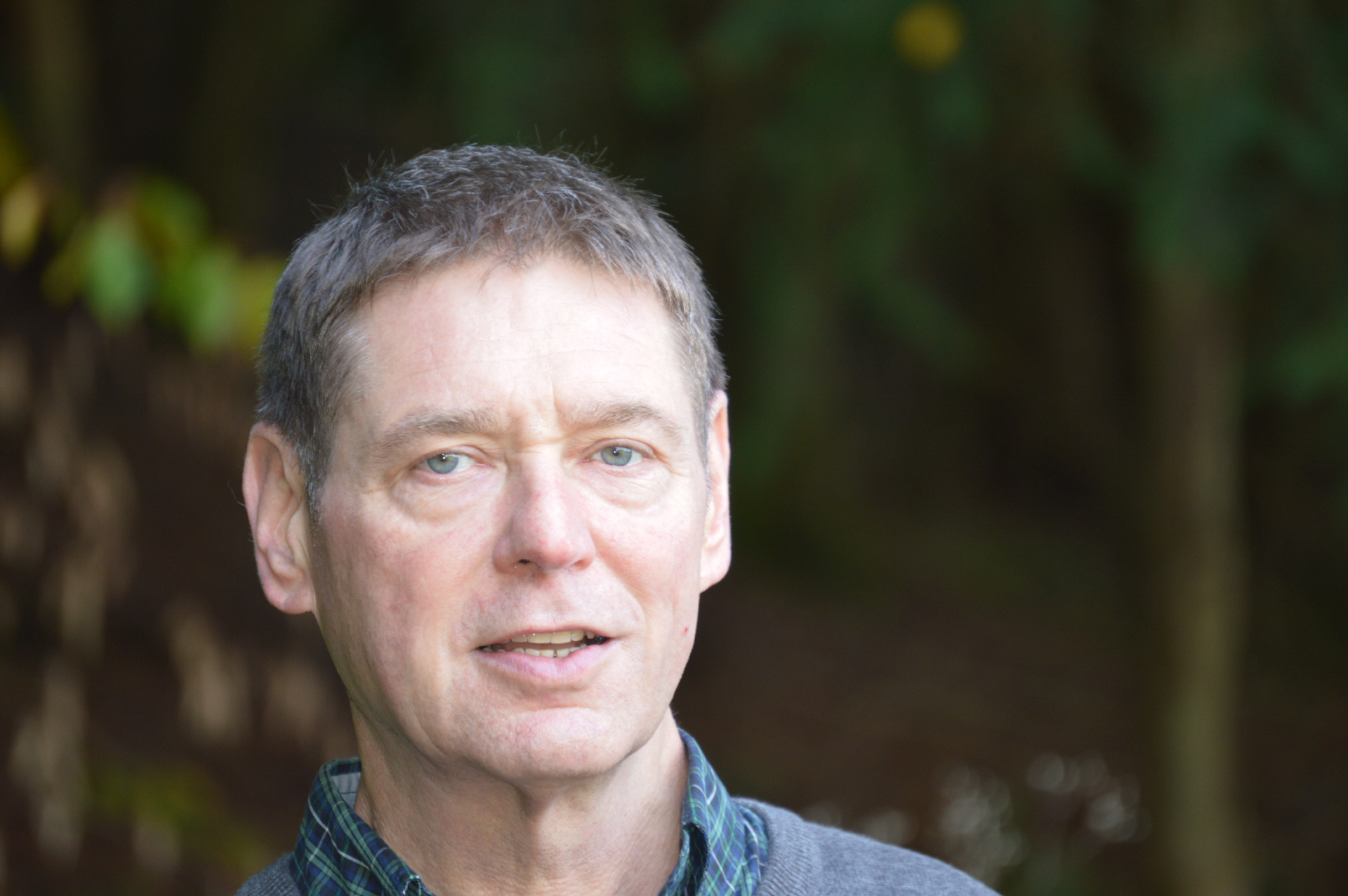
Werner Weimar-Mazur (1955–2025)

- Weimarn, Pjotr Petrowitsch von (1879–1935), russischer Chemiker

### Weime
- Weimeister, Margrit (* 1933), deutsche Politikerin (CDU), MdL
- Weimer, Alois (1930–2016), deutscher Lehrer und Autor
- Weimer, Andreas (1820–1900), bayerischer Politiker
- Weimer, August (1908–1980), deutscher Gewerkschafter und Politiker (CDU), MdB
- Weimer, Birgitta (* 1956), deutsche bildende Künstlerin
- Weimer, Gerd (* 1948), deutscher Politiker (SPD), MdL
- Weimer, Gottfried (1890–1957), deutscher Politiker (KPD), MdL Sachsen
- Weimer, Hermann (1872–1942), deutscher Pädagoge und Psychologe
- Weimer, Jakob (1887–1944), deutscher Politiker (SPD), MdR
- Weimer, Karl (1910–1991), deutscher Radrennfahrer
- Weimer, Ludwig (* 1940), deutscher Theologe der Katholischen Integrierten Gemeinde
- Weimer, Maria (1979–2024), schwedische Politikerin und Diplomatin
- Weimer, Michael (* 1946), deutscher Fotograf
- Weimer, Patrick (* 1977), deutscher Leichtathlet
- Weimer, Paul K. (1914–2005), US-amerikanischer Physiker
- Weimer, Theodor (* 1959), deutscher Bankmanager
- Weimer, Tiffany (* 1983), US-amerikanische Fußballspielerin
- Weimer, Wolfram (* 1964), deutscher Journalist, Chefredakteur, Verleger und PolitikerWolfram Weimer (* 1964)

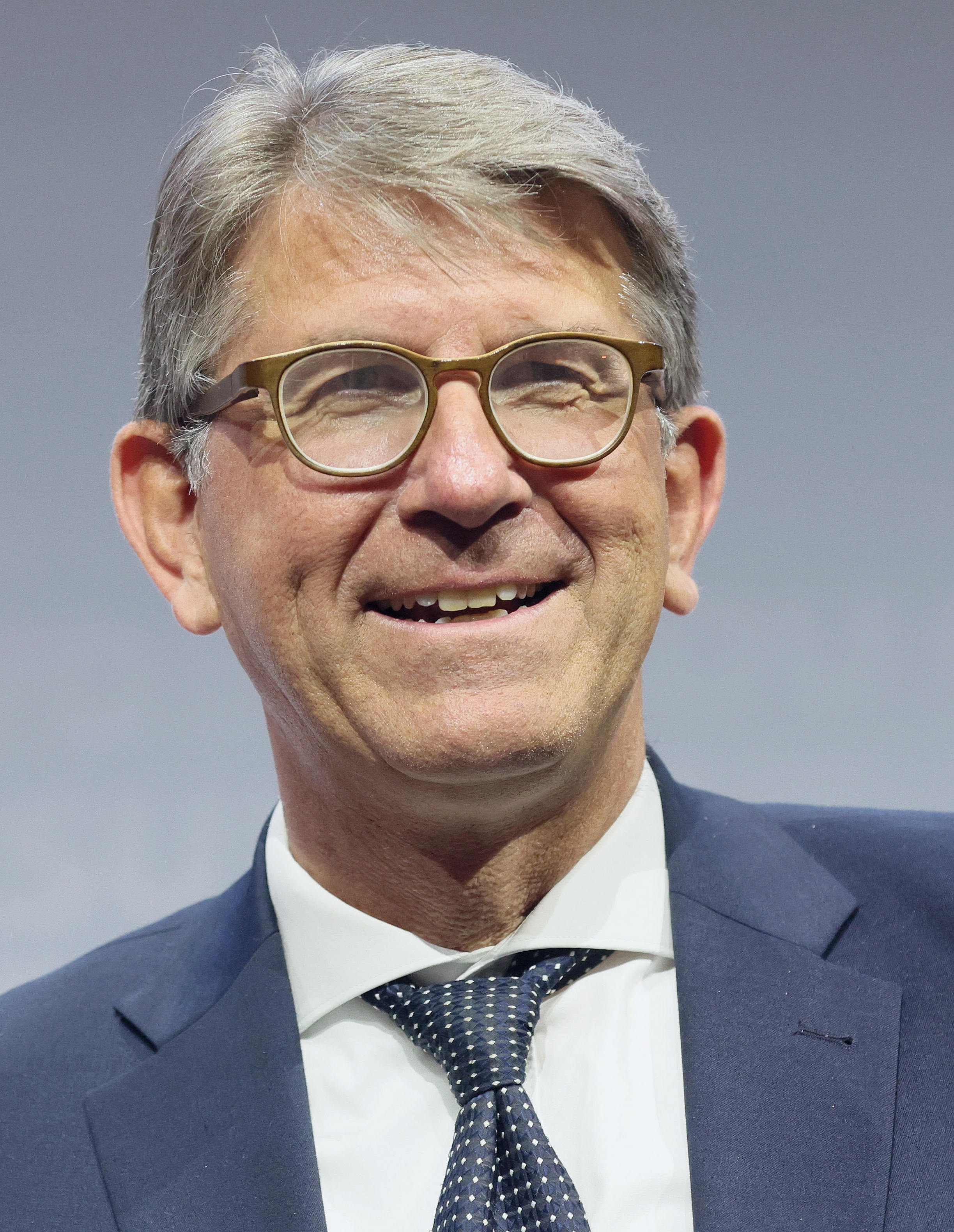
Wolfram Weimer (* 1964)

- Weimersheimer, Clara (1883–1963), Reformpädagogin

### Weimp
- Weimper, Norbert (* 1960), deutscher Wissenschafts- und Technikhistoriker